# KGGB
KGGB（Korean GPS Guided Bomb）は、国防科学研究所（大韓民国）が開発した兵器システムで、従来の爆弾に追加装着して先進的な誘導爆弾に改造することができる装置である。2006年からLIGネクスワンと国防科学研究所が共同開発した誘導爆弾で、空中で標的付近に投下するだけの通常爆弾に中距離GPS誘導キットを装着すれば、より遠距離で攻撃することができるようになるだけでなく、夜間全天候精密攻撃もでき、F-4 、F-5のような老朽化した戦闘機で運用可能な点も特徴である。韓国型JDAMと呼ばれることもある。

## 概要
中距離GPS誘導キットを装着した爆弾は、飛行途中で誘導キットに入力した標的及び経路の変更も可能である。北朝鮮の自走砲を攻撃するデジタル地図の目標情報を入力して、進入角度と経路のみを指定するだけでよい。平均誤差半径は試験発射時3mと超精密である。滑空誘導兵器キットを保有している国は韓国と米国のみである。アメリカのロッキード・マーティンはロング・ショット（Longshot）を1989年から開発・運用している。JDAMと似ている所が多いが、JDAMの射程が28kmに過ぎないのに対しKGGBにはグライダーの翼が付いており、最大射程が110kmで飛行中にも標的の変更が可能で、JDAMのように射程が短く標的への投下のための低空飛行は必要となったり戦闘機が地対空ミサイルに撃墜されるような不祥事が発生しない。

## 価格
大韓民国空軍のポップアイIIが11億ウォン、SLAM-ERは23億ウォンだが、KGGBは1億ウォンと非常に安価である。しかし、アメリカのJDAMは海外輸出価格が7千万ウォンで、アメリカ国内の価格は3千万ウォンである。

## Bluetooth
JDAMは付ける飛行機胴体や翼に新たに配線して爆弾と接続し、プログラムも戦闘機の制御システムと連動させなければならないが、KGGBはその必要がない。旧型F-5のパイロットは、別の情報端末を操作し、Bluetoothで爆弾を設定して投下する。

## JDAM-ER
アメリカのJDAMは、KGGBのように広がる巨大な滑空用翼がない。そのため射程も短い。しかし、JDAM-ERはKGGBのように広がる巨大な滑空用翼があり、射程もKGGBと似ている。したがってKGGBを「韓国型JDAM」と呼ぶよりは「韓国型JDAM-ER」が、より正確な表現である。

## GPS
KGGBは電波妨害が難しい軍用GPSではなく、商用GPSを使用する北朝鮮の長射程砲打撃用の精密誘導爆弾である。したがって、北朝鮮がGPS妨害装置を長射程砲の近くに設置して、多くの機器を試験稼動している。
北朝鮮は2010年から6年間に、仁川国際空港と金浦国際空港の国内外旅客機にGPS妨害の被害を与えており、被害機は2100台を超える。しかし、国土交通部は、二重、三重の機器があって、北朝鮮のGPS電波妨害が航空機運航に特に問題はないという。
2016年4月20日、GPSなどの衛星信号の受信チップの開発会社であるテルエースは、国防科学研究所傘下の軍民技術協力センターと協力し、北朝鮮のGPS妨害を回避する装置を開発した。GPS、GLONASS、北斗の三つの位置信号を、国内で初めて同時受信し、妨害を回避する。セットは、周波数帯域が異なり干渉を別途なければならない。軍用GPSも強力な電波妨害には動作しないという。
北朝鮮のGPS妨害にも、GPSとGLONASSを並行使用が可能に設計された電子機器は、ほぼ被害を受けなかった。専門家は、北朝鮮が友好国である中国、ロシアの位置信号を妨害するのは難しいだろうと予想する。
北朝鮮のGPS妨害装置は、ロシア製の機器であって、車両搭載型で有効妨害距離100kmである。最近では、韓国のほぼ全域をカバーする400km高出力妨害装置もロシアから輸入したという。ロシアの Voronezh の Protek社が生産する R-330ZHは、GPSジャマートラックで有名である。朝鮮人民軍総参謀部偵察局傘下の電子偵察局の指導局（121局）が北朝鮮黄海道にラモナとして知られ秘密レーダー基地を運営している。

## 核兵器の代替
2000年代のアメリカの新たな軍事戦略的な衝撃と畏怖では、2000年代GPSによる精密誘導通常爆弾は過去70年代の核ミサイルと同じ効果を示すと主張する。
過去の核ミサイルはCEP誤差が1,000mで、厚いコンクリートで保護された敵の中核軍事施設を破壊するには、核弾頭が不可欠であった。しかし、GPSの登場により、2000年代には従来の爆弾・ミサイルのCEPがわずか5mと減少した。したがって、現代のGPS精密誘導爆弾は、過去の核ミサイルだけが破壊することができた敵の強固な中核軍事施設を破壊することができて、「核兵器と代替可能な能力」がある。
ところで、このような「核兵器の代替能力」を持つGPS精密誘導爆弾は、アナログ計器を使用している数十年使用しているF-5戦闘機などには搭載することができなかった。ところがKGGBは老朽化した戦闘機でも、特別な改造費用なく、簡単にBluetooth式のサポートの携帯パッドを使用して、爆弾投下が可能である。つまり、数十年物のアンティークな旧世代戦闘機で戦闘力がなかったものを、一気に核兵器級の破壊力を持つようにすることができる。地上爆撃機能がないT-50高等訓練機や一般の民生用飛行機、第二次世界大戦級のプロペラ式KT-1基本訓練機でも手軽にKGGBを搭載し、核兵器級の破壊力を持つようにできる。
KGGBの最軽量版は500ポンドというが、似たような米国GBU-39はわずか250ポンド（130kg）の重量である。

## 歴史
- 2007年11月 - システム開発に着手。開発コスト407億ウォン投入[8]
- 2013年1月14日 - KGGB（韓国型GPS誘導爆弾）の開発完了
- 2014年 - 500ポンドMK 82航空機搭載爆弾を改良したKGGB、1600余基を量産予定

## 使用国
韓国
 サウジアラビア

## その他
- GBU-39 - 巨大な滑空用翼が付いたGPS誘導爆弾であり、射程110kmである点でKGGBと類似している。
- Spice (爆弾)（英語版）